# Jean Chaintron
Jean Chaintron (Lyon, 28 de agosto de 1906 - París, 7 de enero de 1989) fue un político francés, comunista, militante anticolonialista y miembro de la resistencia francesa contra los alemanes. Prefecto después de la Liberación, fue senador por el departamento del Sena en la IV República francesa. Al disentir de su partido, lideró el grupo de oposición Unir pour le socialisme. Más tarde se unió al Partido Socialista Unificado por un tiempo y, después de 1968, presidió un nuevo Socorro Rojo de corta duración.

## Biografía

### Juventud y formación
Jean Chaintron procede de una familia numerosa de nueve hijos y de la clase obrera. Su padre era guardaagujas ferroviario en las afueras de Lyon y su madre costurera. A pesar de sus buenos resultados escolares tuvo que marchar a trabajar a la fábrica en edad temprana. Mientras se forma como ajustador mecánico, toma clases nocturnas por correspondencia. Obtuvo de este modo el diploma de delineante industrial. Tras su servicio militar en 1930 se unió al Socorro Rojo Internacional (SRI). Llegó a ser Delegado por el SRI en la URSS, se afilió al Partido Comunista francés al año siguiente. 

### Activista internacional y anticolonialista
Al quedar en paro se involucra completamente en la sección francesa del Socorro Rojo en 1932. Por los años 1934 se orienta hacia el aparato de formación del PCF convirtiéndose en secretario adjunto de la región de la Ciudad de París. Participa como protagonista en la construcción de la política del Frente Popular. Se presenta a las elecciones municipales de 1935 en el barrio de Charonne. Su mundo da un vuelco al tener un encuentro con el delegado en Francia de la Internacional Comunista Eugen Fried. 
Amparado en una falsa identidad bajo el seudónimo de «Barthel» se desplaza a Argelia para ayudar en la creación del Partido Comunista Argelino (PCA) cuyo primer congreso se celebra en octubre de 1936. Sostuvo entonces la tesis de una lucha diferenciada entre pieds-noirs y musulmanes. Perseguido por la policía francesa en Argelia por diversas acciones y la autoría de escritos anticolonialistas tuvo que abandonar Argelia tras haberse presentado durante las elecciones de mayo de 1936, a una candidatura en Bab-el_Oued. Se marcha entonces a España donde uno de sus hermanos murió combatiendo en las Brigadas Internacionales. Allí se le nombró comisario político de las Brigadas Internacionales. Participó en la batalla del Jarama pero cayó enfermo y tuvo que regresar a Francia. De regreso a Francia fue elegido miembro del Comité Central del PCF durante el IX Congreso del PCF celebrado en Arlés en diciembre de 1937. Fue instructor de la Juventud Comunista.

### Resistencia francesa
En 1939 fue movilizado y embarcó hacia Inglaterra en Dunkerque. En octubre de 1939 Regresa a Francia y contribuye clandestinamente en la organización del Partido Comunista en la zona sur. Identificado como perteneciente al triángulo de dirección del PC de la zona, fue detenido por la policía de Vichy en marzo de 1941 y condenado a muerte por un tribunal militar francés en noviembre de 1941. Logró ser indultado y fue liberado por la AS, junto con otros 34 detenidos políticos y resistentes de la prisión militar de Nontron en Dordoña. el 11 de junio de 1944. Nombrado comisario político de FTP, terminó el periodo como oficial de las FFI bajo el seudónimo de «Comandante Jean-François». Hombre de confianza en la dirección del Partido Comunista, fue nombrado prefecto del departamento de Haute-Vienne por el comisario de la república Boursicot y resultó ser uno de los dos únicos prefectos comunistas nombrados por el General De Gaulle. En Limoges tuvo problemas de relación con el alcalde comunista de la ciudad Georges Guinqouin. Fue nombrado prefecto para controlar la resistencia de la región del Limousin.
Jean Chaintron fue poseedor de la Croix de guerre, caballero de la Legión de Honor y obtuvo por sus méritos la medalla de la Resistencia. Redactó sus memorias durante los años 1980. Aportaron el testimonio de una vida de entrega al comunismo en Francia y a la vida política francesa en general. Fue apartado del partido en 1962 tras haber reclamado el repudio del estalinismo en 1956.